# CLC (grupo sul-coreano)
CLC (em coreano:  hangul: 씨엘씨; rr: ssielssi; lit. um acrônimo de "Crystal Clear") é um grupo feminino sul-coreano, formado pela Cube Entertainment em 2015. O grupo é composto por cinco integrantes: Seunghee, Yujin, Eunbin, Seungyeon e Yeeun. O grupo fez sua estreia com o extended play First Love em 9 de março de 2015 com cinco integrantes do grupo: Seunghee, Yujin, Seungyeon, Sorn e Yeeun. Em fevereiro de 2016, Elkie e Eunbin foram adicionadas ao grupo. A formação original incluía Elkie, Sorn, que anunciaram suas saídas do grupo em 2020 e 2021. Em 20 de maio de 2022, a Cube Entertainment anunciou que o grupo se separou oficialmente.

## História

### Pré-estreia

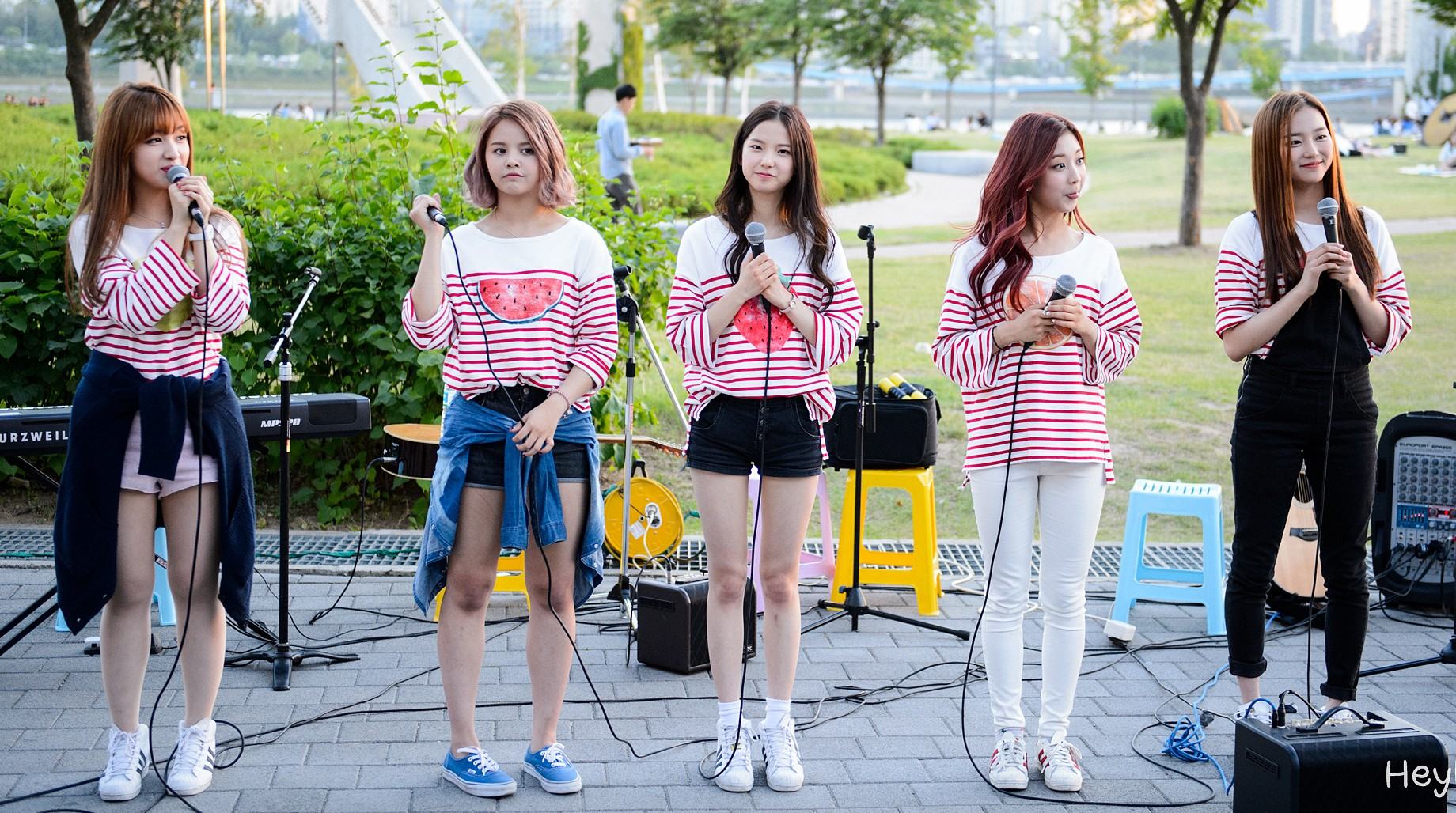
CLC no Ttukseom Hangang Park, em 3 de junho de 2015.

As integrantes Seunghee, Yujin, Seungyeon, Sorn e Yeeun fizeram sua primeira aparição como dançarinas de apoio para o videoclipe "Secret" da G.NA e nas etapas de promoções em 2014. O grupo também se tornou modelos para a marca de uniforme "Smart", apresentando em um videoclipe promocional com os grupos masculinos Got7 e B1A4.  Antes de sua estreia oficial, o grupo começou a ganhar publicidade através de performances de rua que arrecadavam dinheiro para crianças com deficiência.  Elas foram apresentadas no reality show on-line CLC's Love Chemistry.

### 2015: Estreia comFirst Love eQuestion

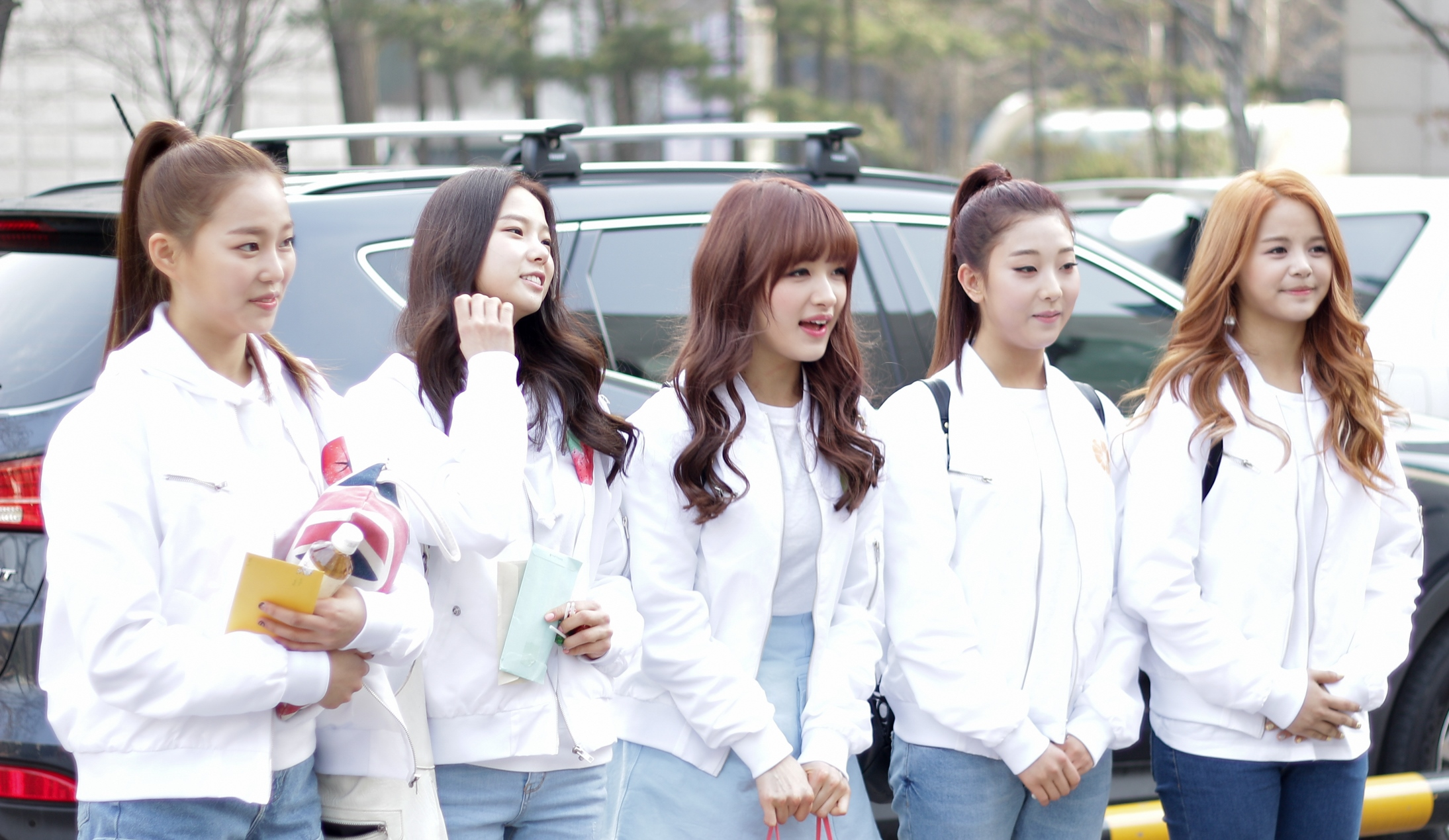
CLC em março de 2015.

CLC originalmente estreou com 5 integrantes, incluindo Seunghee, Yujin, Seungyeon, Sorn e Yeeun. O grupo lançou seu primeiro extended play First Love, incluindo a faixa-título "Pepe", em 19 de março de 2015. Elas realizaram seu showcase de estreia no dia 18 de março no Hotel Acts em Seul, apresentando sua música de estreia pela primeira vez. Elas fizeram sua estreia no programa musical M Countdown. "Pepe" é uma faixa de número de dança retrô escrita por Duble Sidekick e Yang Geng. Parte da coreografia da música foi coreografada por Rain.
Em 16 de abril, CLC lançou um single digital especial intitulado "Eighteen", descrito como uma música que é sobre amor adolescente e tem uma sensação de anos 60 e 70 que é combinada com synthpop dos anos 80. Elas começaram as promoções para o single no dia seguinte no Music Bank. Seu segundo EP Question foi lançado em 28 de maio. O single "Curious (Like)" foi apresentado pela primeira vez no M Countdown. De 10 a 11 de outubro, CLC realizou sua primeira turnê promocional no exterior na Malásia, intitulada "First Love Promo Tour in Malaysia". Para a turnê, a Universal Music Malaysia lançou uma versão "Asia Special Edition" de Question. A versão especial incluiu faixas de First Love e Question, bem como o single digital "Eighteen".

### 2016: Novas integrantes,Refresh, estreia japonesa,NU.CLEAReCharisma

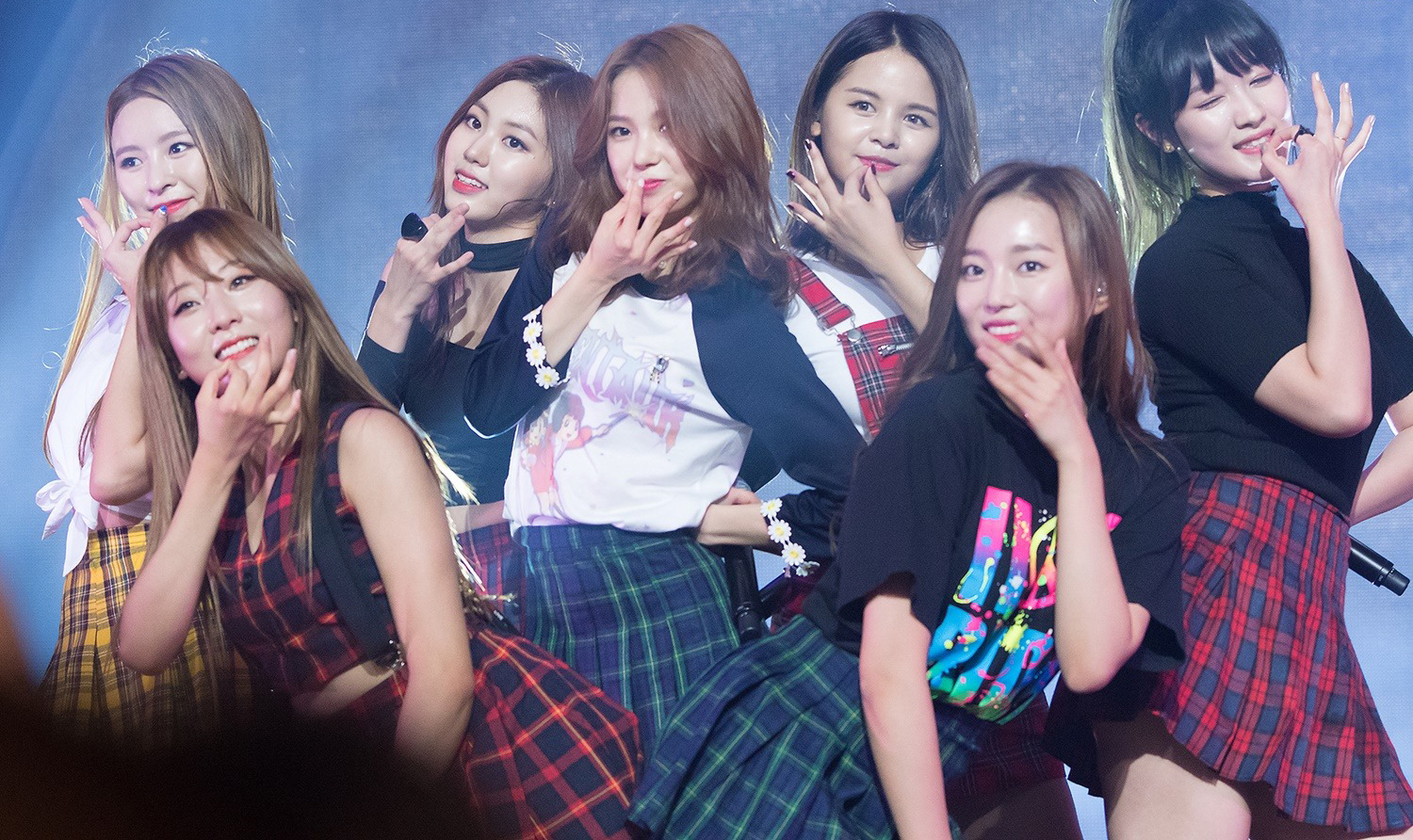
CLC no Asian Music Stage, em 3 de setembro de 2016

O terceiro EP Refresh e sua faixa-título "High Heels" foram lançados em 29 de fevereiro de 2016. Isso marcou a adição de duas novas integrantes: Elkie Chong e Kwon Eunbin, uma estagiária da Cube Entertainment que também estava participando do programa de sobrevivência da Mnet, Produce 101 na época. Cube Entertainment afirmou que Eunbin fazia parte da formação original do grupo, mas saiu após atrasos na produção do álbum de estreia do grupo. Devido às restrições contratuais do Produce 101, Eunbin não conseguiu promover o single "High Heels" em programas musicais ou outras transmissões, nem aparecer no videoclipe do single.  A agência planejava que Eunbin participasse das promoções no caso de ser eliminada do programa, ou adiasse suas atividades como parte do grupo até depois das promoções do Produce 101, se ela fosse vencedora. Em 29 de fevereiro, CLC lançou uma versão curta do videoclipe de "High Heels" que incluiu Elkie, mas omitiu Eunbin. A versão completa do videoclipe que inclui as partes da Eunbin foi lançada em 21 de março.
CLC fez sua estreia no Japão em 13 de abril com o lançamento de seu primeiro EP japonês, High Heels. O álbum inclui a versão japonesa de "Pepe", "First Love", "Like", "High Heels" e um cover de I Should Be So Lucky da Kylie Minogue.
No dia 12 de maio, a CLC lançou seu canal oficial no V Live, seguido de uma transmissão da primeira aparição ao vivo de Eunbin com o grupo. O grupo lançou o seu quarto mini-álbum Nu.Clear em 30 de maio, com a faixa-título "No Oh Oh", escrita por Shinsadong Tiger. A CLC realizou promoções de álbuns como um grupo de sete integrantes em junho. Em 27 de julho, o grupo lançou seu segundo EP japonês, Chamisma. O EP alcançou a posição de número 9 no Oricon Daily Albums Chart, tornando-se seu primeiro lançamento a entrar no Top 10 no gráfico da Oricon.

### 2017:Crystyle e Free'sm

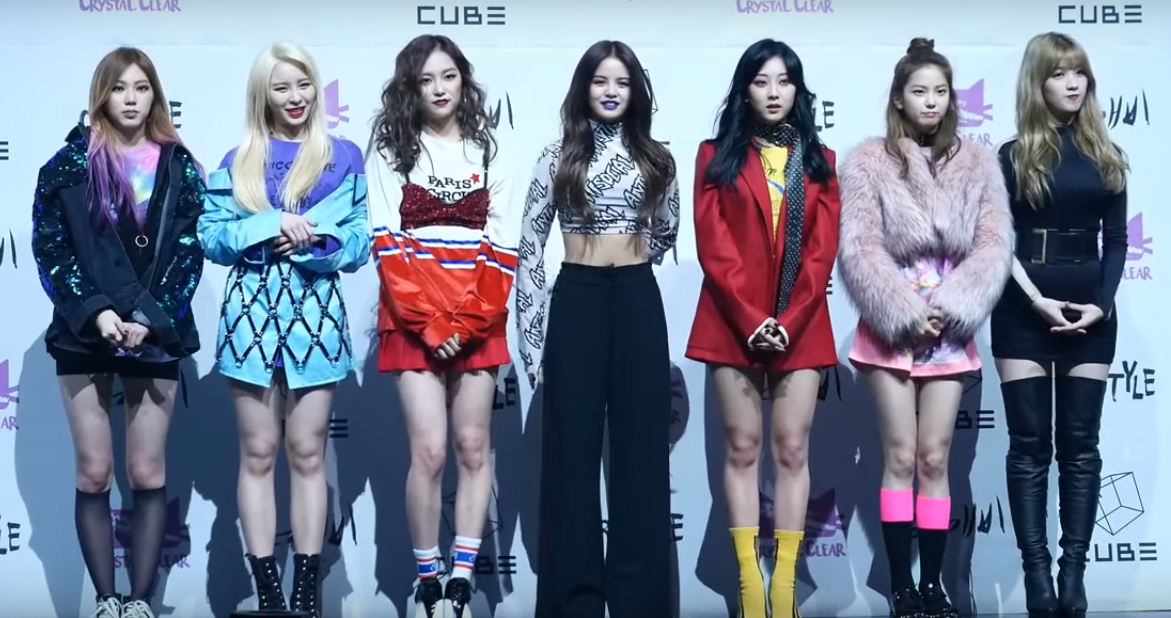
CLC no showcase do EP Crystyle, em 16 de janeiro de 2017.

No dia 9 de janeiro, CLC realizou seu primeiro fanmeeting japonês no Tower Records em Tóquio. Em 17 de janeiro de 2017, CLC lançou seu quinto EP coreano, Crystyle. Marcou uma imagem renovada para o grupo, com um conceito hip-hop mais carismático. O EP contém seis faixas, incluindo a faixa-título de EDM/trap "Hobgoblin" (도깨비), que foi co-escrita por Seo Jae-woo, Big Sancho, Son Yeong-jin e Hyuna. Crystyle estreou na parada World Albums da Billboard na posição de número 6, enquanto "Hobgoblin" alcançou a posição de número 4 na parada World Digital Song Sales. Em 27 de maio, o grupo realizou o seu primeiro encontro de fãs para o seu fã-clube, Cheshire, "2017 Cheshire Entrance Ceremony". Aconteceu no Salão Olímpico Muse Live, em Seul.
CLC lançou seu sexto EP, Free'sm, em 3 de agosto. O título do álbum é uma palavra-valise com as palavras "prism" e "free", que descrevem a direção musical e conceitual do grupo para este EP. O álbum é inspirado nos grupos femininos dos anos 90, Fin.K.L e S.E.S.. É composto por seis faixas, incluindo a faixa-título de balada R&B "Where Are You?" (어디야?). Esta foi outra imagem nova para o grupo, contrastando com o conceito anterior do grupo com "Hobgoblin".

### 2018:Black Dress
O grupo lançou o single digital "To The Sky" em 1 de fevereiro de 2018, como uma faixa de pré-lançamento de seu próximo EP. O grupo lançou seu sétimo EP, Black Dress, em 22 de fevereiro. CLC realizou seu concerto de terceiro aniversário "Black Dress" em 1 de abril. Foi um concerto de caridade com base em doações em que os participantes fizeram doações para uma Associação de Diabetes. CLC realizou seu concerto CLC Live Show In Hong Kong 2018 - Black Dress no Macpherson Stadium em Hong Kong em 20 de julho.
Em 17 de novembro, CLC foram nomeadas embaixadoras da "Associação de Diabetes Dependente da Insulina da Coreia".

### 2019:No. 1, Me e Devil
Em 30 de janeiro de 2019, CLC lançou seu oitavo EP, No.1, com a faixa-título "No". "No" é co-produzida e co-escrita pela colega de gravadora Jeon So-yeon e co-escrita pela integrante Yeeun. No.1 estreou na posição de número 5 na parada World Albums da Billboard.  Em 12 de fevereiro, CLC ganhou seu primeiro prêmio no programa musical The Show com a faixa-título "No".
Em 29 de maio, o grupo lançou "Me" como um single digital. A música foi co-escrita pela integrante Yeeun.
Em 6 de setembro, CLC lançou seu quarto single digital "Devil", com Yeeun contribuindo para a letra.

### 2020: Good Girl, Helicopter e término de contrato com Elkie
Em 14 de Maio de 2000, Yeeun participou do reality feminino Good Girl da Mnet, com sua participação alcançando  bom reconhecimento, tendo também sua estreia solo no reality com a música Barbie.
No dia 2 de Setembro de 2020, CLC lançou seu primeiro single-álbum intitulado Helicopter, contendo a faixa titulo e uma versão em inglês. Em sua primeira semana, CLC fez o triplo de suas vendas anteriores se tornando seu primeiro álbum a vender mais de 10 mil cópias em sua primeira semana, além disso, foi o primeiro do grupo a alcançar 10 milhões de visualizações no Youtube em menos de 36 horas. O single vendeu pouco mais de 18 mil cópias no total e também seu videoclipe alcançou 40 milhões de visualizações, se tornando o primeiro do grupo a fazer o mesmo.
No dia 25 de Dezembro, foi informado que Elkie acionou um advogado para encerrar seu contrato com a Cube Entertainment, citando maus tratos cometidos pela empresa em uma carta postada no Weibo. Elkie alegou que ela não havia sido paga pela sua atuação em The Rich Man,  e que a empresa havia negligenciado as promoções e desenvolvimento do CLC diversas vezes.

## Integrantes
- Seunghee (hangul: 승희), nascida Oh Seung-hee (hangul: 오승희) em 10 de outubro de 1995 (29 anos) em Gwangju, Coreia do Sul.[70]
- Yujin (hangul: 유진), nascida Choi Yu-jin (hangul: 최유진) em 12 de agosto de 1996 (28 anos) em Jeonju, Jeolla do Norte, Coreia do Sul.[70][71]
- Seungyeon (hangul: 승연), nascida Jang Seung-yeon (hangul: 장승연) em 6 de novembro de 1996 (28 anos) em Seongnam, Gyeonggi, Coreia do Sul. É a líder do grupo.[70][71]
- Yeeun (hangul: 예은), nascida Jang Ye-eun (hangul: 장예은) em 10 de agosto de 1998 (26 anos) em Dongducheon, Gyeonggi, Coreia do Sul.[70]
- Eunbin (hangul: 은빈), nascida Kwon Eun-bin (hangul: 권은빈) em 06 de janeiro de 2000 (25 anos) em Seul, Coreia do Sul.[70]

### Ex-Integrantes
- Elkie (hangul: 엘키), nascida Chong Ting-yan (em chinês:  莊錠欣) em 02 de novembro de 1998 (26 anos) em Hong Kong, China.[70]
- Sorn (hangul: 손), nascida Chonnasorn Sajakul (em tailandês:  ชลนสรสัจจกุล) em 18 de novembro de 1996 (28 anos) em Bangkok, Tailândia. Atende também pelo nome coreano Kim So-eun (hangul: 김소은).[71][72][73]

## Discografia
| Extended plays - 2015: First Love - 2015: Question - 2016: Refresh - 2016: Nu.Clear - 2017: Crystyle - 2017: Free'sm - 2018: Black Dress - 2019: No.1 | Singles - 2019: ME - 2019: Devil - 2020: HELICOPTER | Extended plays - 2016: High Heels - 2016: Chamisma |

## Filmografia

### Reality shows
- CLC's Love Chemistry (2015)
- CLC's Queen's Game (2015)
- Beautiful Mission (2015)[74]
- CLC Is (2016–2017)
- PRODUSORN (2017–presente)
- CLC's Cheat Key (2017–presente)
- Doom-CLC, Doodoom-CLC (2018)
- Seongdong-gu Resident CLC (성동구민 씨엘씨) (2018)[75][76]

## Concertos
Concertos principais
- CLC 3rd Anniversary Concert – "Black Dress" (1 de abril de 2018)[56]
- CLC Live Show in Hong Kong 2018 - Black Dress (20 de julho de 2018)[57]

Showcase
- Premiere Showcase: CLC (30 de janeiro de 2019)[77]

## Prêmios e indicações

### Asia Artist Awards
| Edição | Ano  | Categoria                 | Recipiente | Resultado |
| ------ | ---- | ------------------------- | ---------- | --------- |
| 3ª     | 2018 | Popularity Award – Singer | CLC        | Indicado  |
| 4ª     | 2019 | Popularity Award – Singer | CLC        | Indicado  |
| 4ª     | 2019 | Starnews Popularity Award | CLC        | Pendente  |

### Daradaily The Great Awards (Tailândia)
| Edição | Ano  | Categoria                          | Recipiente | Resultado | Ref.   |
| ------ | ---- | ---------------------------------- | ---------- | --------- | ------ |
| 7ª     | 2018 | The Next Rising Star of Asia Award | CLC        | Venceu    | [ 78 ] |

### Gaon Chart Music Awards
| Edição | Ano  | Categoria              | Recipiente | Resultado |
| ------ | ---- | ---------------------- | ---------- | --------- |
| 5ª     | 2016 | New Artist of the Year | CLC        | Indicado  |

### Golden Disc Awards
| Edição | Ano  | Categoria               | Recipiente | Resultado |
| ------ | ---- | ----------------------- | ---------- | --------- |
| 30ª    | 2016 | New Artist of the Year  | CLC        | Indicado  |
| 30ª    | 2016 | Popularity Award        | CLC        | Indicado  |
| 30ª    | 2016 | Global Popularity Award | CLC        | Indicado  |

### KMC Radio Awards
| Edição | Ano  | Categoria          | Recipiente | Resultado |
| ------ | ---- | ------------------ | ---------- | --------- |
| 2ª     | 2015 | Rookie of the Year | CLC        | Venceu    |

### Korean Culture Entertainment Award
| Edição | Ano  | Categoria    | Recipiente | Resultado |
| ------ | ---- | ------------ | ---------- | --------- |
| 23ª    | 2015 | Rookie Award | CLC        | Venceu    |

### Melon Music Awards
| Edição | Ano  | Categoia                 | Destinatário | Resultado |
| ------ | ---- | ------------------------ | ------------ | --------- |
| 7ª     | 2015 | Best New Artist (Female) | CLC          | Indicado  |

### Mnet Asian Music Awards
| Edição | Ano  | Categoria              | Recipiente | Resultado |
| ------ | ---- | ---------------------- | ---------- | --------- |
| 17ª    | 2015 | Best New Female Artist | CLC        | Indicado  |
| 17ª    | 2015 | Artist of the Year     | CLC        | Indicado  |

### Seoul Music Awards
| Edição | Ano  | Categoria            | Recipiente | Resultado |
| ------ | ---- | -------------------- | ---------- | --------- |
| 25ª    | 2016 | Bonsang Award        | CLC        | Indicado  |
| 25ª    | 2016 | New Artist Award     | CLC        | Indicado  |
| 25ª    | 2016 | Popularity Award     | CLC        | Indicado  |
| 25ª    | 2016 | Hallyu Special Award | CLC        | Indicado  |

### Soribada Best K-Music Awards
| Edição | Ano  | Categoria               | Recipiente | Resultado | Ref.   |
| ------ | ---- | ----------------------- | ---------- | --------- | ------ |
| 3ª     | 2019 | Female Popularity Award | CLC        | Indicado  | [ 79 ] |
| 3ª     | 2019 | Music Star Award        | CLC        | Venceu    | [ 79 ] |

### Prêmios em programas musicais

#### The Show
| Ano  | Data            | Canção |
| ---- | --------------- | ------ |
| 2019 | 12 de fevereiro | "No"   |
| 2019 | 19 de fevereiro | "No"   |